# Meistera vermana
Meistera vermana là một loài thực vật có hoa trong họ Gừng. Loài này được Sunil Tripathi và Ved Prakash mô tả khoa học đầu tiên năm 2000 dưới danh pháp Amomum vermanum. Năm 2018, Jana Leong-Škorničková và Mark Newman chuyển nó sang chi Meistera mới được phục hồi.

## Phân bố
Loài này có trong khu vực Meghalaya, bang Assan, đông bắc Ấn Độ.